# 二荆条

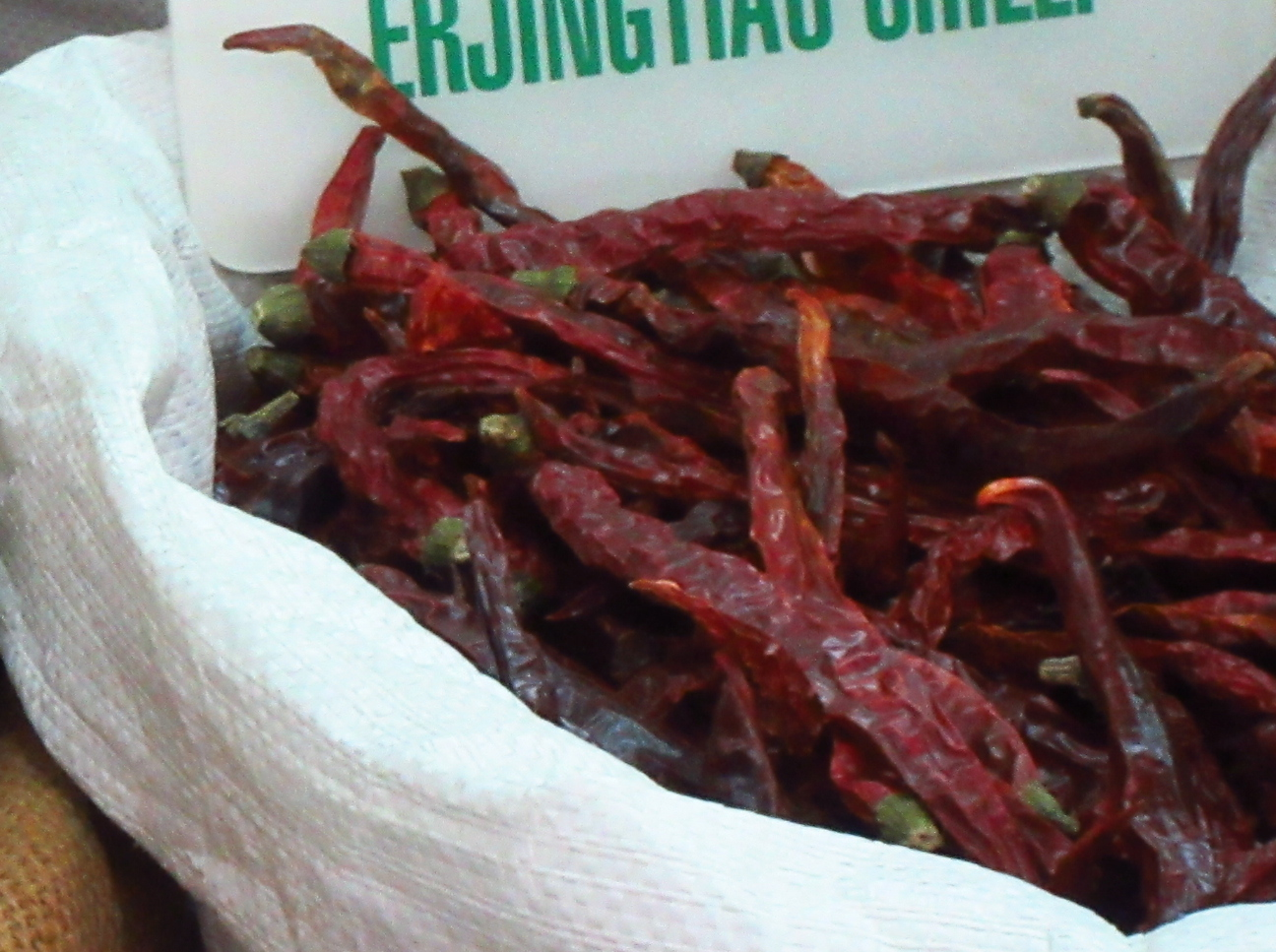
干二荆条辣椒

二荆条是一种主产于中国四川的辣椒品种，其产地主要分布在四川省成都市双流区胜利、公兴、永安、黄龙溪等镇。其主要特点为个头细长，尖部略弯带钩状；青椒晶莹碧绿，干椒红亮透明；营养丰富，维生素C、辣椒素、蛋白质、脂肪油、胡萝卜素和抗坏血酸等含量高；皮质细嫩，香辣味纯、辣度适中。
根据一项2013年的DNA研究显示，二荆条与青阳辣椒种系发生较为接近，二者有共同的祖先。